# Darío (nombre)
Darío (en persa antiguo Dārayawuš, en persa moderno داریوش Dâriûsh, en griego clásico Δαρεῖος Dareîos) es un nombre de origen persa. Significados del nombre son: "el que posee el Bien", "el que mantiene el Bien" o "el que protege contra el Mal".

## Santoral
19 de diciembre: San Darío, mártir en Nicea (siglo IV).

## Variantes
- Femenino: Darina, Dariana.

| Variantes en otras lenguas | Variantes en otras lenguas |
| -------------------------- | -------------------------- |
| Español                    | Darío                      |
| Alemán                     | Darius                     |
| Asturiano                  | Dariu                      |
| Checo                      | Darius                     |
| Corso                      | Dariu                      |
| Croata                     | Darije                     |
| Esloveno                   | Darej                      |
| Euskera                    | Dari                       |
| Francés                    | Darius                     |
| Georgiano                  | დარიოს (Darios)            |
| Griego                     | Δαρεῖος (Dareîos)          |
| Húngaro                    | Dárius                     |
| Inglés                     | Darius                     |
| Italiano                   | Dario                      |
| Latín                      | Darius                     |
| Lituano                    | Darijus                    |
| Neerlandés                 | Darius                     |
| Persa                      | داریوش (Dâriûsh)           |
| Polaco                     | Dariusz                    |
| Portugués                  | Dario                      |
| Rumano                     | Darius                     |
| Ruso                       | Дарий (Darij)              |
| Serbio                     | Дарије (Darije)            |
| Ucraniano                  | Дарій (Darij)              |
| Japonés                    | ダリオ (Darío)             |

## Personajes célebres
- Rubén Darío: pseudónimo del escritor nicaragüense Félix Rubén García Sarmiento
- Darío I el Grande: rey de Persia de 521 a. C. a 485 a. C
- Darío II: rey de Persia de 423 a 404 a. C.
- Darío el Medo: rey de los caldeos, personaje del libro de Daniel
- Dario Argento: director de cine italiano
- Dario Bellezza: poeta italiano
- Darío de Regoyos: pintor español
- Dario Fo: premio nobel italiano
- Dario Grandinetti, actor argentino
- Darío Gómez: cantante colombiano
- Darío Lopilato: actor argentino
- Dario Marianelli: cineasta italiano
- Darío Morales: pintor y escultor colombiano
- Darío Verón: exfutbolista paraguayo nacionalizado mexicano
- Dario Vittori: actor argentino
- Darío Benedetto: Jugador de fútbol Argentino